# Jean-Paul Gouzy
Pour les articles homonymes, voir Gouzy.
Jean Paul Louis Gouzy, né le 20 mai 1765 à Giroussens et mort le 11 juin 1848 à Rabastens, est un homme politique français.

## Biographie
D'une famille bourgeoise, il est le fils de Jean Baptiste Gouzy (1726-1785) et de Catherine Toulza (1745-1820).
Homme de loi à Giroussens, il est élu premier député suppléant du Tarn à l'Assemblée législative le 1er septembre 1791 et est admis à siéger le 30 juillet 1792, en remplacement de Pierre Audoÿ (1755-1840), démissionnaire. Il vote avec la majorité et est élu membre de la Convention le 6 septembre suivant. En janvier 1793, à la question sur la peine à infliger à Louis XVI, il vote pour la mort avec sursis.
Il entre au Conseil des Cinq-Cents, le 22 vendémiaire an IV. Il est élu jusqu'en mai 1798. Il est alors nommé maire de Rabastens. Sous le premier Empire, il est inspecteur des contributions directes à Albi et conseiller général du Tarn. 
Frappé par la loi du 12 janvier 1816, qui condamne à l'exil les régicides ayant soutenu les Cent-Jours, il s'installe à Constance. Il est autorisé à rentrer en France le 13 mai 1818.